# Jack Osterroth
Jakob Georg Osterroth (* 23. Dezember 1902 in Hettenleidelheim; † 17. August 1981 in Darmstadt) war ein deutscher Maler, der sich von spätexpressionistischen Anfängen hin zu einem zurückhaltenden Surrealismus entwickelte. In den 1930er Jahren waren er und seine Frau in der sozialdemokratischen Widerstandsorganisation Der Rote Stoßtrupp engagiert.
Die neueste historische Forschung hegt mangels sicherer Quellen Zweifel an der Existenz von Jack Osterroth, insbesondere an seinem Engagement im deutschen Widerstand.

## Leben und Werk
Osterroth war das zweite von acht Kindern von Nikolaus Osterroth (1875–1933) und Elisabetha geb. Humm (1877–1947). Der Vater, Bergarbeiter in pfälzischen Tongruben, wandte sich früh der politischen Arbeit in Gewerkschaft und Sozialdemokratie zu und beendete seine Karriere als Sozialdirektor der Preussag. Der ältere Bruder Franz Osterroth (1900–1986), jungsozialistischer Journalist und Historiker der SPD, emigrierte 1933 in die Tschechoslowakei und nach Schweden und war am Aufbau des Roten Stoßtrupps beteiligt.
Osterroth trug nach der Mobilmachung von Vater (1915) und älterem Bruder (1918) die Verantwortung für die Familie, die Hungerjahre hinterließen gesundheitliche Schäden. Nach Abschluss der Volksschule wurde er zum Orthopädiemechaniker (Bandagist) ausgebildet, ging danach auf die Walz, arbeitete bei Bauern und fand 1921 Beschäftigung in einem rheinischen Stahlwerk. Von 1923 bis 1925 nahm er an zwei Lehrgängen der Akademie für Arbeit in Frankfurt (Main) teil und war gleichzeitig als Gasthörer der Universität für Jura, Nationalökonomie und Soziologie, später auch an der Berliner Hochschule für Politik eingeschrieben. In Berlin lernte er in dieser Zeit Hans Muhle kennen.
Osterroth, der diesen Bildungsweg aufgeben musste, da ihm die Reifeprüfung als Voraussetzung für einen Studienabschluss fehlte, erarbeitete sich autodidaktisch als Zeichner den Zugang zur bildenden Kunst, obwohl er ohne künstlerische Neigungen oder Förderung aufgewachsen war.
Seit Dezember 1926 besuchte Osterroth in Berlin die Malschule von Anton Kerschbaumer, Martin Bloch und Otto Herbig; Mitschüler war der Maler Kurt Scheele. Gemeinsame Malreisen in die Schweiz und nach Italien folgten.
Noch bevor 1937 Herbig mit ca. 24 Bildern wie auch Bloch und Scheele der Kunstpolitik der Nazis als „entartet“ zum Opfer fielen, war Osterroth von der Darstellung der modernen Stadt zu Porträtzeichnung und Blumenbild übergegangen. Diese Vorsicht war um so verständlicher, als er sich seit 1933 zusammen mit seiner Frau Anna geb. Raiser (1897–1981) im Roten Stoßtrupp engagiert und dabei u. a. Kurierfahrten und die Beherbergung politisch und rassistisch Verfolgter übernommen hatte. Der Zweite Weltkrieg brachte ihn als Sanitätssoldaten nach Bad Saarow, wo er im Lazarett in der Pflege Erblindeter und Amputierter eingesetzt war. 1943 wurde die Berliner Wohnung ausgebombt, das Frühwerk wurde nicht gerettet, ein Verlust, mit dem Osterroth lange zu kämpfen hatte. Von nun an überwiegen die Sujets, die die Stadt nicht mehr als Großstadt, sondern als Ort kultureller Überlieferung darstellen: Türme und Mauern, Kirchen und Rathäuser, die als Großindividuen auf horizontlosen, pointillistisch–hellen Malgründen dargestellt werden.
Die Berlin-Blockade 1948 zwang Osterroth, die Stadt zu verlassen; seit 1953 lebte er in Darmstadt. Hier vollendete er sich als Maler. Er reiste in die Schweiz, nach Italien, in die Niederlande und immer wieder nach Straßburg und nach Israel. Naturgegenstände zogen sein Interesse auf sich: Blumen und Gräser in ungewöhnlichen Arten und großen Formaten entstanden. Die Türme, zentrales Motiv Osterroths, umgrenzen nun einen überwirklichen Raum, der in der Figur des heiligen Franziskus seinen endgültigen Verweser findet, dargestellt im 37 Bilder umfassenden Zyklus „Alte Legenden und neue Geschichten vom Heiligen Franciscus“. „Was ich treibe, hat nichts mit religiöser Malerei zu tun. Ich würde es eher als eine Art von Surrealismus rubrizieren“, schreibt er am Ende seines Lebens.

## Ausstellungen
- „Juryfreie Kunstschau Berlin 1929“, mit zwei Bildern beteiligt
- Darmstadt, Mathildenhöhe, 29. Nov. bis 18. Dez. 1970. Katalog „Jack Osterroth, Blick zurück“. Personalausstellung
- Essen, Pressehaus der NRZ, 29. Nov. bis 20. Dez. 1974. Personalausstellung
- Mölln, Augustinum, 19. Mrz. bis 8. Apr. 1984. Personalausstellung